# Symphodus roissali
Symphodus roissali (Risso, 1810), conosciuto comunemente come tordo verde, è un pesce osseo marino appartenente alla famiglia Labridae.

## Habitat e distribuzione
Diffuso nell'Oceano Atlantico orientale, dal golfo di Guascogna fino a Gibilterra, nel Mar Mediterraneo e nel Mar Nero.
Vive a profondità molto basse su fondali rocciosi ricchi di vegetazione e nelle praterie di posidonia.

## Descrizione
Ha aspetto simile agli altri Symphodus, la sua sagoma è alta e il muso piuttosto corto. La colorazione di fondo è beige chiaro o marrone, gli esemplari di prateria spesso hanno colore verde vivo. La livrea è il carattere più importante per la determinazione di questa specie anche se, come in quasi tutti i Symphodus, questa è molto variabile tra individuo e individuo, tra maschio e femmina e tra esemplari in riproduzione e non. Probabilmente è il labride con la livrea più variabile del Mediterraneo. I caratteri sempre (o quasi) presenti sono una linea scura tra l'occhio e il muso e alcune linee simili oblique sulla gola, cinque macchie scure sul dorso che sconfinano nella pinna dorsale a cui spesso seguono altre macchie simili in verticale a formare 5 fasce verticali indistinte (carattere altamente variabile) e una macchietta scura nella parte centrale del peduncolo caudale, che può talvolta mancare. Ci sono tre livree principali:
- la livrea a bande scure, comune negli individui che vivono tra le posidonie, presenta tre fasce scure continue orizzontali la più alta delle quali decorre immediatamente sotto alla pinna dorsale
- la livrea maschile, in cui le linee sulla gola prendono un colore azzurro vivace o verde, l'occhio è bordato di rosso e due macchie nere evidenti sono presenti nella parte posteriore della pinna dorsale. In questa livrea spesso il colore di fondo è rosso mattone e spesso è piuttosto variegata più che avere fasce ben definite
- la livrea femminile riproduttiva in cui il colore di fondo è marrone chiaro o verdastro cosparso di macchiette scure in maggior numero nella regione ventrale[3][4][5].

Misura fino a 17 cm di lunghezza.

## Biologia
Può vivere fino a 8 anni. È molto territoriale.

### Riproduzione
In primavera il maschio costruisce con alghe e sabbia un nido emisferico piuttosto grande. Dopo la deposizione il maschio sorveglia il nido e lo ossigena con movimenti della pinna caudale.

### Alimentazione
È carnivoro. Si nutre principalmente di molluschi (bivalvi, gasteropodi), di gamberi, ricci di mare e idroidi.

## Pesca
Si cattura soprattutto con tramagli e nasse nonché con le lenze. Le carni non sono particolarmente apprezzate e servono solo per preparare la zuppa di pesce.

## Conservazione
La specie non è minacciata, ha popolazioni abbondanti e ben distribuite.